# Monastère de Saint Hilarion
Le monastère de Saint Hilarion est un monastère situé sur le site archéologique Tell Umm el-‘Amr dans le gouvernorat de Deir el-Balah (bande de Gaza). L'édifice religieux est dédié au fondateur du monachisme chrétien palestinien Hilarion de Gaza qui a vécu sur le site. Le monastère a été actif entre le IVe et le VIIe siècle. Il a été détruit en 614.
Le monastère est un complexe religieux constitué d'édifices religieux (ex. : église, cloître, chapelle, salle de baptême, cimetière) et des dépendances nécessaires à la vie des moines (ex. : salles diverses, dortoirs, atriums).

## Description

### Généralités
Le monastère Saint-Hilarion est dédié à Hilarion de Gaza, fondateur du monachisme chrétien en Palestine. Il s'agit d'un monastère byzantin, composé notamment d'une église, d'une chapelle, d'un atrium, des cellules monacales et des différentes annexes.

### Organisation spatiale
Le complexe religieux occupe un quadrilatère d'environ 7 200 m2, soit un peu plus de la moitié des vestiges découverts à Tell Umm el-‘Amr. Il se trouve au sud d'un complexe hôtelier et de bains de vapeur.
L'ensemble des édifices (religieux, hôtelier et bains) se trouvait dans une enceinte en pierre, renforcée de contreforts intérieurs,.

### L'église
L'édifice principal du sanctuaire religieux est une église. Celle-ci a subi trois reconstructions complètes, entrecoupées de sept modifications architecturales notables.
Le bâtiment le plus ancien de l'édifice est un quadrilatère d'environ 12 × 16 mètres. Il est construit en briques de terre cuite. Dans l'enceinte de ce bâtiment, un caveau abrite la tombe d'Hilarion de Gaza.
Le caveau d'Hilarion est de forme rectangulaire surplombé d'une voûte en berceau. Les murs sont couverts d'un mortier blanc et décorés à l'aide de croix et de lettres rouges.
Au cours d'une modification architecturale, une mosaïque a été posée sur le sol de la nef et recouvre le caveau d'Hilarion. À proximité, une intercession mentionnant Hilarion est inscrite.

## Préservation et protection

### Campagnes de fouilles
Plusieurs campagnes de fouilles ont lieu sur le site du monastère. Entre 1997 et 2001, cinq missions conjointes franco-palestiniennes ont ainsi été menées, afin d'assurer la conservation du site, ainsi que sa restauration. Ces travaux archéologiques permettent d'approfondir les découvertes du site.
En 2018 est lancé le projet Intiqal, en coopération avec l'ONG Première Urgence internationale, l'école biblique arcgéologique française de Jérusalem (Ebaf), l'Université de Palestine et d'autres associations internationales, afin de poursuivre le travail de recherches.

### Protection
Le monastère de Saint Hilarion est l'élément culturel principal motivant la demande de classement du site Tell Umm el-‘Amr au patrimoine mondial de l'UNESCO,. Le site est inscrit au patrimoine mondial avec le statut de patrimoine mondial en péril par l'UNESCO en juillet 2024 en raison de la guerre entre Israël et le Hamas alors en cours depuis octobre 2023.
En 2013, une collecte de fonds a été lancée afin de pouvoir mener des fouilles et mettre en place des mesures de protection sur le site Tell Umm el-‘Amr, notamment pour le monastère Saint-Hilarion.